# Marjoe
Marjoe is een Amerikaanse documentaire uit 1972, geproduceerd en geregisseerd door Howard Smith en Sarah Kernochan over het leven van prediker Marjoe Gortner, die verbonden was met de Pinksterbeweging. De film won de Oscar voor beste documentaire uit 1972.

## Verhaal
Marjoe Gortner was een prediker, die al sinds zijn vierde predikte. Hierbij werd hij ondersteunt, onderwezen en getraind door zijn ouders. Hij was populair in het zuiden van de Verenigde Staten vanaf 1949. Zijn ouders verdienden veel geld aan zijn optredens. Gortner schatte de opbrengsten van zijn tijd als kinderprediker als mogelijk drie miljoen dollar. Hij besloot zelf besloot te stoppen op 16-jarige leeftijd. Zijn vader verliet het gezin toen Marjoe 14 jaar was. Marjoe verliet zijn moeder op zijn zestiende.
Jarenlang predikte Gortner niet meer. Als jongvolwassene ging Gortner weer optreden als prediker, uitsluitend om geld te verdienen, terwijl hij het niet deed vanuit het geloof. De daaropvolgende jaren gebruikte hij zijn roem en status als evangelist om de kost te verdienen met zowel tentbijeenkomsten als via de radio en grammofoonplaten. Eind 20 kreeg Gortner spijt en besloot zijn vak op te geven. Hij gaf een filmploeg toestemming om hem in 1971, tijdens zijn laatste tournee, te volgen.
De documentaire toont scènes van bijeenkomsten waarin Gortner preekt en bidt voor mensen in Los Angeles, Fort Worth, Detroit, en Anaheim. Dit wordt afgewisseld met beelden van Gortner die op camera toegeeft dat hij niet gelooft. Ook onthult hij de tactieken die hij en andere evangelisten gebruiken om mensen te manipuleren, zoals hoe mensen bewogen kunnen worden om flauw te vallen en in tongen te gaan praten. Gortner zei dat hij in zijn optredens de kenmerkende bewegingswijze van Mick Jagger van de Rolling Stones deels over had genomen.